# Winston-Salem
Winston-Salem is een stad in de Amerikaanse staat North Carolina en telt 185.776 inwoners. Het is hiermee de 107e stad in de Verenigde Staten (2000). De oppervlakte bedraagt 281,9 km², waarmee het de 59e stad is.

## Demografie
Van de bevolking is 13,7 % ouder dan 65 jaar en bestaat voor 33,4 % uit eenpersoonshuishoudens. De werkloosheid bedraagt 3,6 % (cijfers volkstelling 2000).
Ongeveer 8,6 % van de bevolking van Winston-Salem bestaat uit hispanics en latino's, 37,1 % is van Afrikaanse oorsprong en 1,1 % van Aziatische oorsprong.
Het aantal inwoners steeg van 167.254 in 1990 naar 185.776 in 2000.

### (Ex-)inwoners
- Kathleen Baker (1997), zwemster
- Kimani Griffin (1990), langebaanschaatser
- B.o.B (1988), rapper
- John Harrington Bland (1968), acteur
- Pam Grier (1949), actrice
- Wess Johnson (1945-2009), zanger
- Chuck Jackson (1937-2023), soul- en r&b-zanger
- Clarence Paul (1928-1995), songwriter en muziekproducent
- Maya Angelou (1928-2014), auteur, zangeres, danseres, burgerrechtenactiviste

## Klimaat
In januari is de gemiddelde temperatuur 3,8 °C, in juli is dat 25,5 °C. Jaarlijks valt er gemiddeld 1130,8 mm neerslag (gegevens op basis van de meetperiode 1961-1990).

## Sport
In de stad vindt sinds 2011 jaarlijks in het tennis het ATP-toernooi van Winston-Salem plaats.
Het minor league baseballteam van Winston-Salem is Winston-Salem Dash, spelend in Class High-A in de Carolina League.

## Plaatsen in de nabije omgeving
De onderstaande figuur toont nabijgelegen plaatsen in een straal van 16 km rond Winston-Salem.